# Serpents in camouflage
Serpents in camouflage is het debuutalbum van Citizen Cain. Het album is opgenomen in de nazomer van 1992 te Edinburgh. De muziek is terug te voeren op de muziek die grote voorbeeld Genesis opnam in het begin van de jaren 70. De meeste recensies verwezen dan ook naar dat tijdperk, want ook het geluid etc. van deze compact disc lijkt terug te voeren naar die tijd. De hier ten gehore gebrachte progressieve rock maakte in de beginjaren 90 moeilijke tijden door, ook qua financiën. Bovendien werd elke band is dat segment vergeleken met de wel doorgebroken groep Marillion, maar die had in de jaren 1990 net als (ook hun voorbeeld) Genesis een eigen stijl binnen de niche gevonden.
De gelijkenis met Genesis en Marillion werd gemaakt doordat het album (relatief) lange tracks bevat. Deze tracks kregen dan weer subtitels mee met veel thema’s en tekst, zodat een wat richtingloos geheel ontstond. 

## Musici
- Cyrus – zang
- Stewart Bell – toetsinstrumenten
- Frank Kennedy – gitaar
- David Elam – basgitaar
- Chris Colvin – slagwerk

## Muziek
Muziek van Bell, Kennedy en Elam, teksten van Cyrus

| Nr. | Titel                  | Duur  |
| --- | ---------------------- | ----- |
| 1.  | Stab in the back       | 6:49  |
| 2.  | Liquid kings           | 11:25 |
| 3.  | Harmless criminal      | 10:29 |
| 4.  | The gathering          | 11:05 |
| 5.  | Dance of the unicorn   | 6:27  |
| 6.  | Serpents in camouflage | 13:23 |

De originele persing van dit album kwam van het Nederlandse blad SI Music (uitgave 27), voorts enthousiast over de band. Dat platenlabel ging failliet en een heruitgave verscheen via Cyclops Records (nr. 64), dat veel later ook failliet ging. In 2012 verscheen er een nieuwe geremasterde versie met daarbij gevoegd een viertal demo’s waaronder van de niet verder verschenen track Nightlights. 